# ベンスルダトゥの物語
「ベンスルダトゥの物語」（ベンスルダトゥのものがたり、The Story of Bensurdatu、ベンサダーチューの物語とも）は、シチリアの昔話。アンドルー・ラングの『はいいろの童話集』に（英語で）収載されている。

## あらすじ
王様と女王様には3人の王女がおり、王様と女王様は娘たちの望みをなんでも叶えてやった。
ある日、王女たちはピクニックに行きたいと言い出し、みんなで出かけることとなった。
他のみんなが食事をしている間、王女たちは庭を散歩していた。
しかし、彼女が柵を跨ぎ越したとき、彼女たちは暗い雲に包まれた。
しばらくして、王女たちが呼んでも答えないことに気付き、王様と女王様はあちこちを捜し回った。
王様は、王女をつれ戻した者は誰でも、三人の王女たちのひとりと結婚させ、王位を継がせると宣言した。
ふたりの将軍が王女の探索に出発したが、全財産を失っただけで王女たちを見つけることはできなかった。その上、探索の途中で泊まった宿屋での宿泊と飲食代を返すために使用人として働かされるはめに陥った。
宮廷の使用人だったベンスルダトゥは、王女たちと将軍たちに続いて誠実な使用人を失うことに対する王様の心配をよそに、探索の旅に出発した。
彼は、将軍たちが働かされている宿を見つけ、彼らの負債を支払ってやり、三人は行動を共にすることになった。荒野で彼らは一軒の家を見つけ、一夜の宿を乞うた。
そこにすんでいた老女は、王女たちが黒い雲によってかどわかされたこと、そして、一番目と二番目の王女は巨人に、三番目の王女は7つの頭をもつ大蛇に捕らえられていること、彼らの住処は川の底にあることなどを話してくれた。将軍たちは王宮に帰りたがったが、ベンスルダトゥの意思は堅かった。
三人は旅を続け、やがて川に到着した。
年上の将軍がまず最初に川底に下りたがった。彼らは、ベルを持った年上の将軍をロープに吊り下げて、川底にむけて降ろしていった。しかしあっという間に勇気を失った年上の将軍はベルを鳴らして引き上げられた。二番目の将軍も試みたが、同じ結果になった。それから彼らは、ベンスルダトゥを吊り降ろした。
ベンスルダトゥは巨人が眠るホールに着き、彼の目の前には第一王女が立っていた。王女はベンスルダトゥに身を隠させ、巨人に対して「寝ている間に人間の匂いなんかしなかった」と嘘をついた。
ベンスルダトゥは再び眠り込んだ巨人の首を切り落とし、王女はベンスルダトゥに金の王冠を授けた。
第一王女はベンスルダトゥに次の巨人の住む扉を示した。ベンスルダトゥは最初の巨人とおなじように第二の巨人を殺し、第二王女もまたベンスルダトゥに金の王冠を授けた。
最後に残った7つ頭の大蛇は起きている間に殺さなければならなかったものの、ベンスルダトゥはその頭を切り落とすのに成功した。
それから、彼は王女たちをロープにつないで引き上げさせた。最も若い王女は将軍たちが約束を破ることを恐れて、まずベンスルダトゥから登って欲しがったが、彼はそれを拒絶した。そこで彼女は他の誰とも結婚しないことを誓った。
王女たちを助け上げた将軍たちはベンスルダトゥにロープを下さず、自分たちが王女を救ったのだとうそをついた。そのうそを信じた王様は将軍たちが第一と第二の王女と結婚することを許した。
川底に閉じ込められたままのベンスルダトゥはある朝、ひとつの財布に気がついた。
彼がそれをとり上げると、その財布は彼が救出されるにはなにが必要なのかと尋ねた。
財布はベンスルダトゥを川面まで浮上させ、さらに船を与えた。その船で王都へと航海したベンスルダトゥは、正体隠して王様に面会した。
王様は第三王女と彼を結婚させようとしたが、彼女はそれを拒絶した。彼は王女に、もし自分がベンスルダトゥだったら同じように拒絶するかどうかを尋ねた。王女は何もいわず、彼は自分がベンスルダトゥであることと事の次第を語った。王様は将軍たちを追放し、第三王女とベンスルダトゥは結婚した。